# Polina Sergeevna Šuvalova
Polina Sergeevna Šuvalova, conosciuta in occidente con la trascrizione anglosassone di Polina Shuvalova (in russo Поли́на Серге́евна Шувалова?; Orsk, 12 marzo 2001), è una scacchista russa, maestro internazionale.
È stata due volte campionessa del mondo giovanile (under 18 femminile) e una volta campionessa juniores femminile.
Dal gennaio del 2021 è tra le prime venti donne al mondo del ranking FIDE.

## Biografia
Protagonista sin dall'età di 10 anni dei mondiali giovanili, ottiene il secondo posto nel femminile under 12 dell'edizione di al-'Ayn nel 2013, un terzo posto nell'under 16 femminile di Chanty-Mansijsk nel 2016 fino alle due vittorie consecutive dell'under 18 femminile, ottenute nell'ottobre del 2018 a Porto Carras con 10 punti su 11 e nell'ottobre 2019 a Mumbai con 8,5 su 11. La vittoria dell'under 18 del 2019 le vale la norma finale per il titolo di grande maestro femminile.
Ottiene il titolo di maestro internazionale nel 2020.

## Carriera
Nel 2018 in aprile partecipa all'Europeo femminile di Vysoké Tatry, in Slovacchia, dove raggiunge l'ottavo posto con 8 punti su 11.
Nel 2019 in ottobre vince il Campionato del mondo juniores femminile di Nuova Delhi, totalizzando il punteggio di 8,5 su 11. In novembre partecipa alla European Club Cup femminile di Ulcinj, in Montenegro, dove gioca in prima scacchiera con il club ceco AVE Novy Bor, ottenendo un sesto posto di squadra e realizzando 5 punti su 7.
Nel 2020 in novembre gioca in prima scacchiera il Campionato russo a squadre femminile con il club FŠM Moskva di Mosca, con il quale vincerà il titolo. In questa occasione realizza a livello individuale il punteggio di 5,5 su 8. In dicembre si classifica al primo posto a pari merito con la vice-campionessa del mondo femminile Aleksandra Gorjačkina al campionato femminile russo. Alla fine degli undici turni previsti in un girone all'italiana avevano totalizzato entrambe 8 punti, ma il titolo di campionessa andrà alla Gorjačkina dopo lo spareggio armageddon. Nel corso del torneo la Šuvalova ottiene una prestigiosa vittoria contro la già campionessa del mondo femminile Aleksandra Kostenjuk.
Nel 2021 vince il Campionato del mondo a squadre con la Russia, giocando in quarta scacchiera. Nell'ottobre di quell'anno ottiene anche il bronzo nel Campionato russo femminile: i suoi 7,5 punti su 11 la lasciano alle spalle della vincitrice Valentina Gunina e di, per peggior spareggio tecnico, Evgenija Ovod.
Nel 2022 in dicembre si classifica terza al mondiale blitz di Almaty dietro il grande maestro Humpy Koneru e la vincitrice Bıbisara Asaubaeva.